# 栄寿固倫公主
栄寿固倫公主（えいじゅこりんこうしゅ、満洲語: ᡩᡝᡵᡝᠩᡤᡝ
ᠵᠠᠯᠠᡶᡠᠨ
ᡤᡠᡵᡠᠨᠨ ᡳ
ᡤᡠᠩᠵᡠ、転写：derengge jalafun gurun i gungju、1854年2月28日－1924年2月29日）は、清の皇族。恭親王奕訢の第一王女。母は嫡福晋のグワルギャ氏（瓜爾佳氏）。西太后の養女。

## 生涯
7歳のとき、父は西太后・東太后と共にクーデターを起こし、怡親王載垣、鄭親王端華、粛順らを除去した（辛酉政変）。この功績によって西太后・東太后の養女となり宮中で育てられた。
同治5年（1866年）9月、12歳で景寿の子志端と結婚した。同治10年（1871年）、志端が死去、固倫公主に進封ぜられた。
謹厳な性格であり、権力欲が強い西太后にしばしば諫言をした。西太后が光緒帝と不仲となったため、2人の調停役として努めている。また、西太后は栄寿固倫公主のことをかわいがっており、結婚後紫禁城外の公主府で生活し、夫を早くに亡くして未亡人となっていたこの養女をしばしば宮中に召して話し相手としていた。
1924年に死去した。